# Tres Cruces Ocotepec
Tres Cruces Ocotepec är en ort i Mexiko.   Den ligger i kommunen San Juan Atenco och delstaten Puebla, i den sydöstra delen av landet, 170 km öster om huvudstaden Mexico City. Tres Cruces Ocotepec ligger 2 436 meter över havet och antalet invånare är 180.
Terrängen runt Tres Cruces Ocotepec är platt åt nordost, men åt sydväst är den kuperad. Runt Tres Cruces Ocotepec är det ganska tätbefolkat, med 129 invånare per kvadratkilometer. Närmaste större samhälle är Ciudad Serdán, 14,0 km sydost om Tres Cruces Ocotepec. Trakten runt Tres Cruces Ocotepec består till största delen av jordbruksmark.